# Krystalizacja izotermiczna
Krystalizacja izotermiczna – rodzaj krystalizacji, w której temperatura pozostaje stała. Krystalizacja izotermiczna jest procesem modelowym istotnym z punktu widzenia pomiaru podstawowych parametrów krystalizacji: częstości nukleacji, homo- lub heterogeniczności zarodków krystalizacji, wymiarowości krystalizacji oraz prędkości wzrostu kryształów.
Ścisła izotermiczność krystalizacji jest trudna do zrealizowania, ponieważ procesowi temu towarzyszy wydzielanie ciepła, co samoistnie prowadzi do zmiany temperatury. Dlatego temperatura krystalizującej substancji musi być utrzymywana przez termostat. Ponadto, z powodu konieczności szybkiego odprowadzania nadmiaru ciepła, istotny jest stosunek powierzchni krystalizującego materiału do jego objętości. W praktyce warunki najbardziej zbliżone do izotermicznych uzyskuje się w cienkiej próbce płaskiej lub w kapilarze.

## Sferolityczna krystalizacja izotermiczna
Kiedy spełnione są dodatkowo specyficzne warunki: silne przechłodzenie krystalizującej substancji oraz stosunkowo mała częstość nukleacji w porównaniu z prędkością wzrostu podczas krystalizacji zachodzącej przy zmianie fazy, wtedy prędkość wzrostu krystalitów nie zależy od kierunku. W rezultacie powstają sferolity, czyli krystality o symetrii kulistej (w płaskiej próbce będą to cienkie dyski).